# Clubiona paiki
Clubiona paiki là một loài nhện trong họ Clubionidae.
Loài này thuộc chi Clubiona. Clubiona paiki được miêu tả năm 1991 bởi Mikhailov.